# Giandomenico Fracchia - Sogni proibiti di uno di noi
Giandomenico Fracchia - Sogni proibiti di uno di noi è una miniserie televisiva italiana in quattro puntate andata in onda sul Programma Nazionale della Rai dal 18 ottobre all'8 novembre 1975, ideata e interpretata da Paolo Villaggio e diretta da Antonello Falqui.

## Caratteristiche
La serie, trasmessa al sabato sera, era incentrata sulle disavventure del goffo ragioniere Giandomenico Fracchia in un ufficio capeggiato dal terribile cavalier Ulisse Acetti (che deve però sottostare alle volontà di un invisibile direttore globale) con la sua segretaria Maria Ruini (della quale Fracchia è, non tanto segretamente, innamorato), i colleghi di lavoro dalle molte iniziative (il geometra Borioli e i ragionieri Maletti e Vergiati) e dalla ragioniera bruttina Maffioni.
Era girata in bianco e nero con mezzi televisivi (anche nelle scene in esterni) sotto forma di commedia musicale, sulla falsariga di Quello della porta accanto, che andava in onda la domenica sera successiva; diversi sono i rimandi a film, commedie musicali, programmi televisivi di successo. La sigla di chiusura è Facciamo finta che..., cantata da Ombretta Colli con Paolo Villaggio e I 4 + 4 di Nora Orlandi.

## Episodi
| N. | Titolo                     | Prima TV         |
| -- | -------------------------- | ---------------- |
| 1  | Fracchia e l'amore         | 18 ottobre 1975  |
| 2  | Fracchia e il tempo libero | 25 ottobre 1975  |
| 3  | Fracchia e la TV           | 1º novembre 1975 |
| 4  | Fracchia e il successo     | 8 novembre 1975  |

### Fracchia e l'amore
Il ragionier Vergiati propone una colletta per due impiegati che si sposano; tutti aderiscono all'iniziativa tranne Fracchia, che cerca di dimostrare ai colleghi il comportamento da tenere con una donna, secondo lui rude e fermo nei propositi; quando viene chiamato in direzione dal cavalier Acetti, con la segretaria Ruini che gli fa firmare dei documenti, la paura e timidezza s'impossessano di lui al punto tale che il capoufficio gli fa versare per la colletta non solo una mensilità di stipendio, ma anche tutta la tredicesima. Recatosi dallo psicanalista, lui gli spiega che il terrore che prova alla vista di Acetti (il quale usa una ghigliottina per tagliare i sigari) risale a origini paterne.
Dopo la pausa per il caffè, riprova quindi a corteggiare la signorina Ruini con un mazzo di fiori, ma la sua goffaggine riprende fino a raggiungere momenti altamente imbarazzanti non solo in ufficio, ma anche a un ricevimento con barbecue organizzato da Acetti nella sua villa dove accetta di partecipare a un "gioco della verità" con disastrosi risultati. Fracchia si consola andando in un ristorante da solo ordinando per due persone, fingendo di avere la persona amata accanto e abbandonandosi a vari sogni dove lui conquista la signorina Ruini a scapito di Acetti, pagando un conto altissimo. Ma, a causa di un equivoco, i colleghi credono che Fracchia sia innamorato non della Ruini, ma di un collega uomo, forse lo stesso Acetti.

### Fracchia e il tempo libero
Il lunedì mattina in ufficio è tempo di discussioni sulla partita di calcio della domenica e, mentre Vergiati, Maletti e Borgioli hanno visto la gara in televisione, Fracchia con grande determinazione fa credere di essere andato allo stadio con tre ore di anticipo ottenendo un posto migliore. Quando arriva Acetti, tifoso della squadra che ha perso la partita Fracchia, ritornato balbettante, sostiene l'esatto contrario di quello che aveva affermato poco prima; la situazione si fa imbarazzante quando scopre che anche la signorina Ruini si era recata allo stadio ad assistere alla partita. All'uscita dal lavoro, mentre sta per andare via, Fracchia incontra nuovamente Acetti che ogni giorno fa il tragitto a piedi, se la prende con i maniaci delle automobili e danneggia gravemente l'automobile di Fracchia senza sapere che è la sua. Ritornato dallo psicanalista, lui sul terrore che prova alla vista di Acetti stavolta dà la spiegazione che ha origini materne; Fracchia s'immagina di essere il proprietario di un castello dove i trofei di caccia conquistati e le suppellettili hanno la fisionomia del capoufficio.
Giunge così il tempo di programmare le vacanze estive e Fracchia si organizza con depliant e mappe cercando di fare breccia nel cuore della signorina Ruini, prospettandole un viaggio intorno al mondo partendo dal Giappone, per finire a Parigi, Londra e nel Tirolo, dove puntualmente si "vendica" dei suoi colleghi. Quando Acetti organizza una partita di poker nella sua villa, Fracchia lo fa volutamente vincere anche se lui ha le carte migliori. S'immagina di scoprirlo a barare al gioco, idolatrato dagli ospiti di una sala da gioco, ma la realtà è un'altra: Fracchia aveva portato la Ruini in una spiaggia non proprio pulita e a poker non solo perde con Acetti, ma anche con gli altri colleghi.

### Fracchia e la TV
In ufficio si sta ascoltando una canzone alla radio e inizia così una discussione tra le cantanti preferite tra i colleghi e Fracchia, sempre con grande puntiglio, difende a spada tratta Ornella Vanoni salvo poi sostenere il contrario quando nella discussione s'intromette la signorina Ruini sia quando arriva Acetti, sostenitore delle trasmissioni televisive culturali, che lo rimprovera di aver portato la radio in ufficio. Rientrato velocemente a casa, Fracchia si appresta a vedere lo spettacolo televisivo della Vanoni in prima serata, preceduto da un telegiornale con il servizio del varo di una nave e da un'annunciatrice ammiccante, sino a quando, nell'immaginazione del ragioniere, la Vanoni arriva a casa sua per incontrarlo, interrotto sul più bello dall'arrivo della Ruini, sua moglie, con Acetti nei panni del cameriere. Ma in realtà le trasmissioni sono finite e a Fracchia non resta che tornare dallo psicanalista, che gli svela che le origini di tutti i suoi problemi sono nell'aver avuto una balia sarda.
Nella giornata seguente, dopo la pausa in sala mensa, Fracchia e la Ruini vengono chiamati da Acetti per il disbrigo di una pratica urgente; il capoufficio pretende che Fracchia, avendo sempre negato di avere visto lo spettacolo con la Vanoni, gli racconti il riassunto della puntata dello sceneggiato televisivo I promessi sposi che lui non ha visto. Acetti quindi invita tutti i colleghi nella sua villa a seguire la trasmissione Rischiatutto dove fa sfoggio della sua cultura (soprattutto con la Ruini) azzeccando tutte le risposte. Fracchia, però, nella sua immaginazione, sogna di essere il campione del quiz dopo aver risposto a domande impossibili e di essere presentatore e factotum di Canzonissima, dove l'ospite d'onore è naturalmente la signorina Ruini e, nella giuria, vi sono tutti i colleghi. Ma, quando si risveglia, scopre che è appena iniziata la trasmissione Orizzonti della scienza e della tecnica e Acetti e i suoi colleghi sono andati via.

### Fracchia e il successo
In ufficio giunge il momento delle rivendicazioni sindacali per migliori condizioni di lavoro e Fracchia viene sorteggiato per andare da Acetti a promuovere le loro istanze (stipendi più alti, meno ore di lavoro, un'equa ripartizione delle ferie); determinato davanti ai colleghi, col capoufficio mostra le consuete indecisioni che lo portano ad accettare condizioni peggiori di quelle concordate. S'immagina di essere sulla scrivania di Acetti, dove tratta gli impiegati con lo scudiscio, è gentile con le impiegate e umilia il capoufficio. Ritorna quindi dallo psichiatra, il quale gli spiega che l'origine di tutti i suoi problemi risale nelle discussioni tra suo padre e sua madre sul percorso di vita da intraprendere. Acetti invita tutti i suoi impiegati a una recita aziendale dove, mentre Vergiati, Maletti e Borioli se la cavano discretamente, Fracchia si esibisce in canti di montagna non allegri, ma funerei, e viene cacciato dal palcoscenico.
Sogna quindi di essere una rock star idolatrato dalle ragazzine, ma si arriva al momento della consegna della busta paga, molto più leggera di prima. La signorina Ruini, confidando a Fracchia di essere romantica e di pensare al matrimonio, gli suggerisce, per arrotondare lo stipendio, di mettersi a vendere libri porta a porta. Capitato proprio nell'appartamento di Acetti, quest'ultimo ribalta la situazione vendendo i suoi libri e facendo firmare a Fracchia molte cambiali. Un giorno, Acetti convoca tutti gli impiegati comunicando che il consiglio di amministrazione ha accettato le loro rivendicazioni sindacali (nonostante Fracchia nel suo "consueto" sogno, volesse mandarli tutti in ferie per un tempo indefinito riservandosi di partire in compagnia della Ruini) cambiando però il luogo dove dovranno lavorare: Borioli, Maletti, Vergiati, la Maffioni e la Ruini vengono trasferiti in piani diversi mentre Fracchia avrà la scrivania accanto alla direzione generale, "sorvegliato" stavolta dal direttore globale.

## Dati tecnici
- Coreografie: Gino Landi
- Ballerini: Gianni Brezza, Enzo Cesiro, Maria Grazia Garofoli, Rosaria Ralli, Sergio Japino
- Assistente regista: Laura Basile
- Assistente studio: Nicola Croce
- Assistenti musicali: Guido Attanasi, Fiorenzo Sanpietro
- Manipolazione carte da gioco: Vinicio Raimondi

Per le riprese in interni
- Coordinatore tecnico: Francesco Galvan
- Primo operatore: Walter Antro
- Primo controllo camere: Mario Pistolesi
- Tecnici audio: Franco Gorini, Mario Viva
- Operatori: Rodolfo Carulli, Mario Diotallevi, Mario Lombardi

Per le riprese in esterni
- Controllo camere: Vittorio Abbatelli
- Tecnico audio: Luigi Bartolini
- Tecnico video: Marcello Bravi
- Operatori: Antonio Caputi, Roberto Chioffi

Collaboratori
- Montaggio: Giancarlo Cersosimo
- Scenografia: Bruno De Angelis, Ercole Noto
- Arredamento: Tonino Ranucci
- Musiche: Nello Ciangherotti
- Coreografie: Vivienne Stapleton Bocca
- Costumi: Ruggero Vitrani
- Ricerche: Tito Presciutti